# هواساز

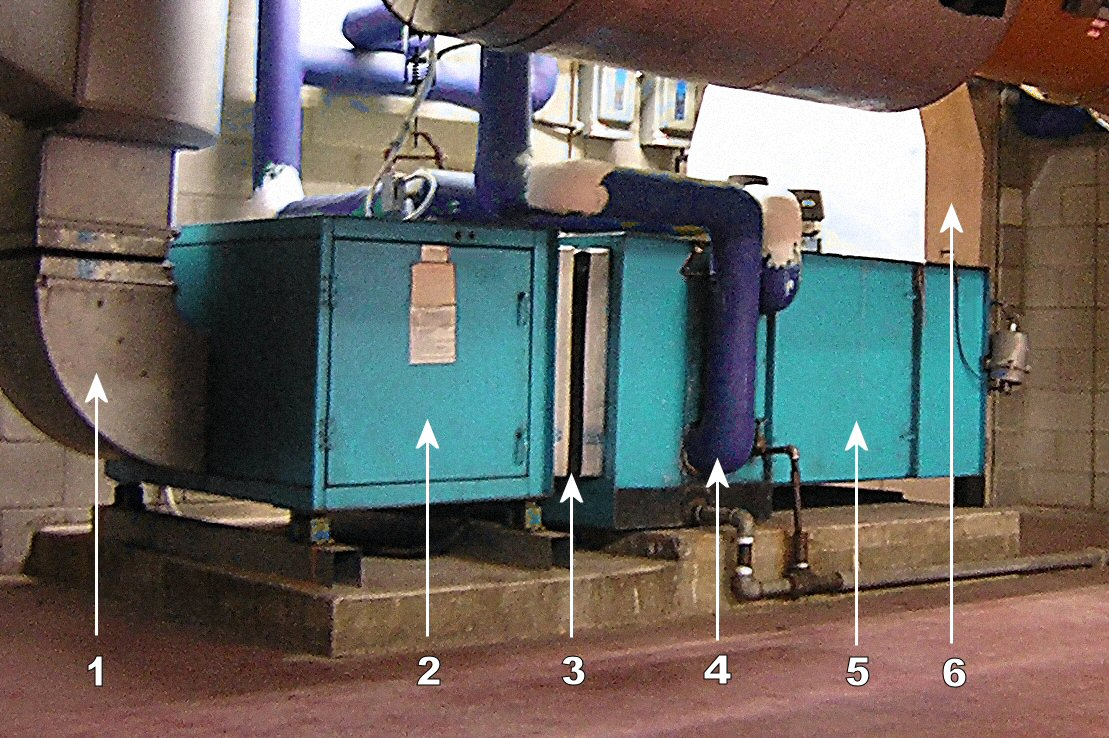
اجزا سازنده یک هواساز
1. کانال تغذیه
2. محفظه فن
3. لرزه گیر
4. کویل‌های سرمایش و گرمایش
5. محفظه فیلتر
6. کانال اختلاط هوای برگشتی و هوای تازه

هواساز (به انگلیسی: Air Handling Unit) (به‌طور اختصاری AHU) دستگاهی برای تأمین هوای مطبوع و سالم با دستیابی به دما و رطوبت مناسب است. هواساز یکی از اصلی‌ترین دستگاه‌های تهویه مطبوع است که در مسیر چیلر و بویلر با کانال هوا قرار می‌گیرد. هواسازها در صنایع مختلف نیز برای تولید هوای مورد نیاز با درجه و رطوبت مورد نظر به کار برده می‌شوند. یکی از سازمان‌های بازرسی و ارائه استاندارد مطابقت هواساز، موسسه یوروونت می‌باشد.

## اجزا
یک هواساز از اجزا و قسمت‌های زیر تشکیل شده‌است:

### فن یا هواکش
فن یا هواکش، به عنوان یکی از اجزای مهم هواساز جهت جابجایی و جریان هوا در سیستم به کار می‌رود. بسته به نوع هواساز، امکان تعبیهٔ فن و هواکش‌های مختلفی از جمله محوری، سانتریفوژ، فولی و… وجود دارد.
فن پلاگ نیز در اکثر هواسازهای هایژنیک مورد استفاده قرار می‌گیرد.

### فیلتر
در دستگاه‌های هواساز از چندین لایه فیلتر استفاده می‌شود که عملکرد آن‌ها به صورت زیر است:
برای تصفیهٔ ذرات درشت تر از فیلترهای فلزی که قابلیت شستشو دارند استفاده می‌شود. در مراحل بعدی نیز بعد از فیلتر فلزی از فیلترهای کیسه ای و سپس از فیلترهای هپا و اولپا که از جنس بوروسیلیکات و به ترتیب دارای قدرت جذب ذرات تا ۳/. میکرون و ۱۲/۰ میکرون هستند استفاده می‌شود.
معمولاً به منظور تمیز نگه داشتن تمام اجزای پایین دست، فیلترها به عنوان اولین مرحله در هواساز نصب می‌گردند. با توجه به درجه تصفیه مورد نیاز، فیلترها در دو یا چند ردیف پشت سر هم قرار می‌گیرند به طوری که فیلتر درشت صفحه‌ای جلوی فیلتر ریز کیسه‌ای قرار می‌گیرد و پس از فیلتر کیسه ای نیز فیلترهای هپا و اولپا نصب می‌شوند. از آنجایی که نگه‌داری و تعویض فیلتر فلزی صفحه‌ای ارزان‌تر است، از فیلترهای گرانترِ کیسه‌ای محافظت می‌کند.

### کویل‌های گرمایش و سرمایش
بسته به نوع کاربرد و موقعیت جغرافیایی، ممکن است هواساز به منظور تغییر دما و رطوبت هوا نیاز به تأمین حرارت، سرما یا هر دو داشته باشد. این فرایند توسط کویل‌های مبدل گرمایی که در مسیر جریان هوا قرار گرفته‌اند، انجام می‌شود.
اگر رطوبت گیری لازم باشد، با سردسازی هوا به منظور رسیدن به نقطه شبنم و چگالش مایع، کویل سرمایشی به کار برده می‌شود. کویل گرمایشی که بعد از کویل سرمایشی قرار گرفته‌است (و به عنوان کویل گرمایش مجدد شناخته می‌شود)، هوا را تا دمای مورد نیاز گرم می‌نماید. این فرایند باعث کاهش میزان رطوبت هوای تهویه شده می‌گردد.
اغلب در شرایط آب و هوایی سردتر که دما به زیر نقطه انجماد می‌رسد، با هدف جلوگیری از یخ زدگی فیلترها و لوله‌های آب پایین‌دستِ جریانِ هوا، کویل پیش گرمکن به عنوان اولین مرحله به کار برده می‌شود. کنترلری نیز پس از این کویل نصب می‌شود تا اگر حداقل دمای مورد نیاز تأمین نگردد، جهت محافظت از دستگاه، کل هواساز را خاموش نماید.
کویلهای گرمایش یا با آب داغ یا بخار آب کار می‌کنند یا الکتریکی هستند و کویل‌های سرمایش با آب مبرد یا یک ماده مبرد کار می‌کنند. کویل‌های سرمایش و گرمایش هواساز باید با استفاده از لوله‌کشی با چیلر و بویلر در ارتباط باشند. در زمستان آب گرم از سمت موتورخانه به داخل کویلهای هواساز وارد می‌شود، و با گذر هوا از روی کویل، خروجی هواساز باد گرم است. در تابستان نیز آب سرد از چیلر تأمین شده و از درون کویلهای هواساز عبور می‌کند. هواساز نیز با گذراندن هوا از روی کویلها باد سرد تولید می‌کند.

### رطوبت زن
غالباً رطوبت زنی در آب و هوای سرد که گرمایش پیوسته هوا موجب خشکی بیش از اندازه هوا می‌شود، مورد استفاده قرار می‌گیرد.
فرایند رطوبت زنی به وسیله پاشیدن آب از افشانک‌ها یا شبکهٔ بخار و عمل رطوبت‌گیری توسط کویل سرد انجام می‌شود.
در اینجا مرطوب‌کننده‌هایی را که استفاده از آن‌ها رایج است، معرفی می‌کنیم:

#### مرطوب‌کننده نوع اسپری
این نوع مرطوب‌کننده یک سری و نازل‌های اسپری دارد که می‌توانند آب را با فشار PSI 15 یا حتی بالاتر اسپری کنند.

#### مرطوب‌کننده نوع تشت بخار
مرطوب‌کننده تشت بخار یک تشت و کویل گرمایش در هواساز دارد که می‌تواند آب موجود در میان تشت را گرم کند. بخار آبی که در نتیجه این کار ایجاد می‌شود، می‌تواند سطح رطوبت هوای محیط اطراف را افزایش دهد.

#### مرطوب‌کننده نوع شبکه بخار
در این نوع مرطوب کنند، حفره‌های ریزی در لوله وجود دارند که بخاری را که از میان لوله جریان پیدا می‌کند، توزیع می‌کنند. در این مورد، آبی که گرم می‌شود تا بخار را برای توزیع در شبکه ایجاد کند، تهویه می‌شود تا از پخش شدن بو در فضای اتاق جلوگیری کند.

### تجهیزات کنترلی
تجهیزات کنترلی برای تنظیم هر ویژگی هواساز؛ مانند دبی عبوری هوا، دمای هوای تأمین شده، کیفیت هوا و میزان رطوبت، ضروری است. این تجهیزات می‌توانند به سادگی یک ترموستاتِ قطع/وصل یا به پیچیدگی سیستم ساختمان هوشمند باشند.
اجزای معمول سیستم کنترلی شامل دماسنج‌ها، رطوبت سنج‌ها، عملگر مکانیکی، موتورها و کنترلرها می‌شود.

#### هواساز مخصوص استخر: تهویه مطبوع استخرها])
هوا رسان استخری جهت بهره‌گیری از یک فضای ورزشی، جهت تنفس بهتر ورزشکارن بسیار مهم و ضروری است این موضوع در استخرهای سرپوشیده جهت تامیین هوای تازه حفظ دما و رطوبت و صرفه جویی در مصرف انرژی با وجود گازهای خطر ناک کلر و ازون در فضای استخر اهمیت دو چندان پیدا می‌کند. در ادامه] به هشت نکته تهویه مطبوع استخر و هوا رسان استخری می‌پردازیم.

#### هواساز ایرواشر مخصوص سالن‌های پرورشقارچ
هواساز مهم‌ترین دستگاه سالن‌های پرورش قارچ خوراکی در روش کشت مدرن است. تنظیم دما و رطوبت، دی‌اکسید کربن و اکسیژن، همچنین شستشوی هوا و جلوگیری از ورود هوای آلوده به داخل سالن و البته سم پاشی خودکار و ایجاد توسط کویل‌های سرمایش مرتبط با یک پکیج خنک‌کن یا یک چیلر، سرد می‌شود یا توسط کویل‌های مرتبط با یک بویلر یا المنت‌های حرارتی گرم می‌شود.